# EHC Klostersee
Der EHC Klostersee ist ein südbayerischer Eishockeyverein aus Grafing bei München, der noch als einer der wenigen im vereinseigenen – nicht komplett geschlossenen – Stadion spielt. Der Verein wurde im Jahr 1957 gegründet und war zwischen 2002 und 2016 in der Oberliga aktiv. Die größten Erfolge des EHC Klostersee waren der Aufstieg in die 2. Bundesliga in den Jahren 1985, 1990 und 1994. Nach der Saison 2015/2016 stellte der Verein aufgrund der finanziellen Notlage den Oberliga-Spielbetrieb ein und startete in der Bezirksliga neu. Im darauffolgenden Jahr gelang ohne eine einzige Niederlage der Gewinn der Meisterschaft. Derzeit spielt die erste Mannschaft in der viertklassigen Eishockey-Bayernliga.

## Geschichte
Der EHC Klostersee wurde am 1. Juli 1957 in Grafing bei München gegründet. Den Spielbetrieb nahm der Verein in der Saison 1958/59 in der Kreisklasse auf, dort konnte man bereits im ersten Vereinsjahr die Vizemeisterschaft erreichen. Im Jahr 1962 wurde auf einer Mitgliedsversammlung eine neue Satzung erstellt, mit der der Klub zum eingetragenen Verein wurde. In der Saison 1963/64 spielte der EHC Klostersee um den Aufstieg, verlor im entscheidenden Spiel jedoch gegen die Mannschaft des Augsburger EV. Damals besuchten knapp 6000 Zuschauer das Spiel. Eine Spielzeit später stieg der Verein in die Regionalliga auf und erreichte letzten Endes die sportliche Qualifikation für die Oberliga, die aber auf Grund einer fehlenden geeigneten Spielfläche nicht wahrgenommen wurde. In den folgenden Jahren konnte der EHC zwei Mal die Meisterschaft der Bayernliga gewinnen.
Nach dem Bau des Eisstadions in Grafing, im Jahr 1970, war es das sportliche Ziel in die Oberliga aufzusteigen. Am Ende der Saison 1972/73 konnte die Mannschaft den Aufstieg in die damals dritthöchste deutsche Spielklasse erreichen. Dieser Liga gehörte der EHC Klostersee zwölf Jahre an, ehe man in der Spielzeit 1985/86 erstmals in der 2. Bundesliga spielte. Aus der stieg man zwei Jahre später wieder in die Oberliga ab. In der Saison 1999/00 musste der EHC, nach insgesamt 26 Jahren, erstmals wieder an der viertklassigen Regionalliga Süd teilnehmen. Erst drei Spielzeiten später gelang der Wiederaufstieg in die Oberliga. Dort konnte man sich jedoch in der ersten Saison nach dem Aufstieg direkt für die Play-offs qualifizieren, wo man schließlich im Viertelfinale mit 1:2 Spielen am EV Weiden scheiterte.
Nach der Saison 2005/06 war die Existenz des Vereins aufgrund der gestiegenen Kosten für den Betrieb des Eisstadions so stark gefährdet, dass die Einstellung des Eisstadionbetriebs im Raum stand. Durch die vom Landkreis Ebersberg wie von der Stadt Grafing erhöhten Zuschüsse zu den Betriebskosten konnte dies vermieden werden.
Kurz vor Beginn der Saison 2013/2014 fiel die Eisaufbereitungsanlage aus und brachte den Verein durch die ungeplanten Reparaturkosten von annähernd 80.000 EUR abermals in existenzgefährdende finanzielle Schwierigkeiten. Der Stadtrat beschloss daraufhin mit nur einer Gegenstimme die Übernahme der Hälfte der Kosten durch die Stadt Grafing.
In der Saison 2015/16 belegte der EHC nur den 10. Platz in der Vorrunde und schied in der ersten Pre-Playoffs (Best-of-Three) mit 1:2 gegen den Deggendorfer SC aus. Sowohl auf Grund der schlechten Saisonleistung, als auch wegen diverser Fan-Ausschreitungen sank der Zuschauerschnitt deutlich. Aufgrund der überregionalen, kritischen Berichterstattung beendeten einige Sponsoren ihr Engagement. Der daraus entstehende finanzielle Engpass um den Etat der 1. Mannschaft für die nächste Oberliga-Saison belief sich auf ca. 100.000 € laut Vereinsführung. Im Mai 2016 entschied der Vorstand des EHCK keine Lizenz für die Saison 2016/17 zu beantragen und sich stattdessen freiwillig aus der Oberliga Süd zurückzuziehen. Der EHCK wurde anschließend in die Bezirksliga eingestuft. Um den Aufstieg in die Landesliga zu schaffen, soll ein Großteil des ehemaligen Oberliga-Kaders gehalten und die übrigen Positionen durch Spieler der U23-Mannschaft, die selbst nicht mehr am U23-Spielbetrieb teilnimmt, besetzt werden. Quelle: rodi-db.de

### Erfolge
| - Aufstieg in die 2. Bundesliga 1985, 1989, 1994 - Vizemeister Oberliga Süd 1985. 1988, 1989 - Vizemeister Oberliga Süd/West 2003 - Aufstieg in die Oberliga 1973, 2002 - Aufstieg in die Regionalliga/3. Liga 1965, 1970 - Meister Regionalliga Süd 2002 - Bayerischer Meister (4. Liga) 1970, 2022 - Bayerischer Vizemeister (4. Liga) 1964 | - Südbayerischer Meister (4. Liga) 1964, 1965 - Aufstieg in die Regionalliga (BYL) 2018 - Sieger Verzahnungsrunde BYL/BLL Gr. D 2018 - Bayerischer Landesliga-Vizemeister 2018 - Meister Bayerische Landesliga Süd/West (Gr. II) 2018 - Bayerischer Bezirksliga-Meister 2017 - Meister Bayerische Bezirksliga Ost (Gr. II) 2017 |  |

## Spieler

### Gesperrte Trikotnummern

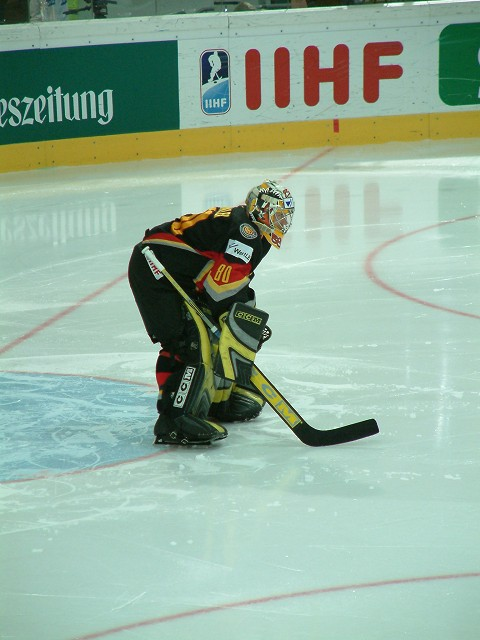
Müller im Trikot der deutschen Nationalmannschaft

| Robert Müller (Tor, 1997–1998) |
| Der ehemalige deutsche Eishockeynationalspieler Robert Müller unterschrieb im Sommer 1997 einen Vertrag beim EHC Klostersee, mit dem er fortan in der damals drittklassigen 2. Liga Süd aktiv war. Mit dem in Grafing ansässigen Eishockeyverein konnte er den Klassenerhalt erreichen. Anschließend kehrte er nach nur einer Saison zurück zu den Starbulls Rosenheim. Nach seinem Tod am 21. Mai 2009 entschlossen sich die Verantwortlichen des EHC, seine Trikotnummer 80 nicht mehr zu vergeben. |

### Teilnahmen von Spielern am ESBG All-Star Game
Das ESBG All-Star Game fand von 2006 bis 2008 jährlich statt und vereinte die besten Spieler der 2. Bundes- und Oberliga.
| Teilnahmen am All-Star-Game während der Teamzugehörigkeit |             |              |                       |
| Name                                                      | Position    | Teilnahme(n) | Team                  |
| Václav Ruprecht                                           | Verteidiger | 2006         | Team United Nations   |
| Florian Saller                                            | Stürmer     | 2007         | Team Schwarz-Rot-Gold |
| Petr Zajonc                                               | Stürmer     | 2007         | Team United Nations   |
| Alexander Schuster                                        | Verteidiger | 2008         | Team Schwarz-Rot-Gold |

### Weitere bedeutende ehemalige Spieler
(Teamzugehörigkeit und Position in Klammern)
| - Christoph Schubert (ehemaliger Nachwuchsspieler) Schubert begann seine Karriere in den Nachwuchsabteilungen des EHC Klostersee und wechselte nach seiner Juniorenzeit in das DNL-Team des EV Landshut. Seine Karriere führte über den EV Landshut und die München Barons zu den Binghamton Senators. Ab der Saison 2005/2006 gehörte Schubert für insgesamt fünf Spielzeiten zum festen Kader der Ottawa Senators in der NHL und bestritt insgesamt 315 NHL Spiele. Nach einem Abstecher für 4 Spiele in die schwedische Eliterserie, ist er seit der Saison 2010/11 für die Hamburg Freezers in der DEL aktiv. International absolvierte Schubert die U18-Junioren-Weltmeisterschaft 2000, die U20-Junioren-Weltmeisterschaften 2001 und 2002 sowie die Herren-Weltmeisterschaften 2001, 2002, 2005, 2008, 2009 und 2012. Weitere Nominierungen erfolgten für die Olympischen Winterspiele 2002 und 2006 sowie World Cup of Hockey 2004. | - Kim Collins (1985–1996, Verteidigung) Der Kanadier Kim Collins gehörte Ende der 1980er Jahre zu den besten Verteidigern des EHC. So konnte er in 185 Spielen für den EHC Klostersee 308 Scorerpunkte erzielen (137 Tore / 171 Assists). Damit hatte er großen Anteil am Zweitliga-Aufstieg zum Ende der Saison 1985/86. Nach seiner aktiven Karriere war er unter anderem Trainer in Schwenningen und Deggendorf. - Václav Ruprecht (seit 2001, Verteidigung) Ruprecht, der 2006 für das ESBG-Allstar-Game nominiert wurde, absolvierte bisher 274 Ligapartien für den EHC Klostersee und erzielte dabei 248 Scorerpunkte. Damit gehört der gebürtige Tscheche zu den punktbesten Verteidigern in der Geschichte des Grafinger Eishockeyvereins. |

## Trainer
| - Dominik Quinlan (2016–2025) - Johannes „Joe“ Wieser (Interimscoach zum Ende der Saison 2015/16 und in den Pre-Playoffs) - Andzejs Mitkevich (2014–2016) - Doug Irwin (2010–2014) - Alexander Stein (Dez. 2008–2010) - Jimmy Quinlan (2008) - John Samanski (2006–2008) | - Ludovik Kopecky (2004–2006) - Martin Sauter (2004) - Josef Beppo Schlickenrieder (2003–2004) - Jiri Neubauer (1999–2003) |

## Abteilungen
Neben der Herrenmannschaft in der Oberliga nimmt der Verein im Nachwuchsbereich in allen Altersklassen mit Mannschaften teil, darunter die Altersklassen der Kleinstschüler, der Kleinschüler, der Knaben, der Schüler, der Jugend und der Junioren. Seit der Saison 2012/13 nehmen die Jugend und die Juniorenmannschaft an der Bundesliga teil und wurden beide in der Saison 2012/13 deutscher Vizemeister. Die Junioren wiederholten in der folgenden Saison diese Platzierung.
Des Weiteren unterhält der EHC Klostersee noch eine Eiskunstlauf- und eine Shorttrack-Abteilung.

## Spielstätte

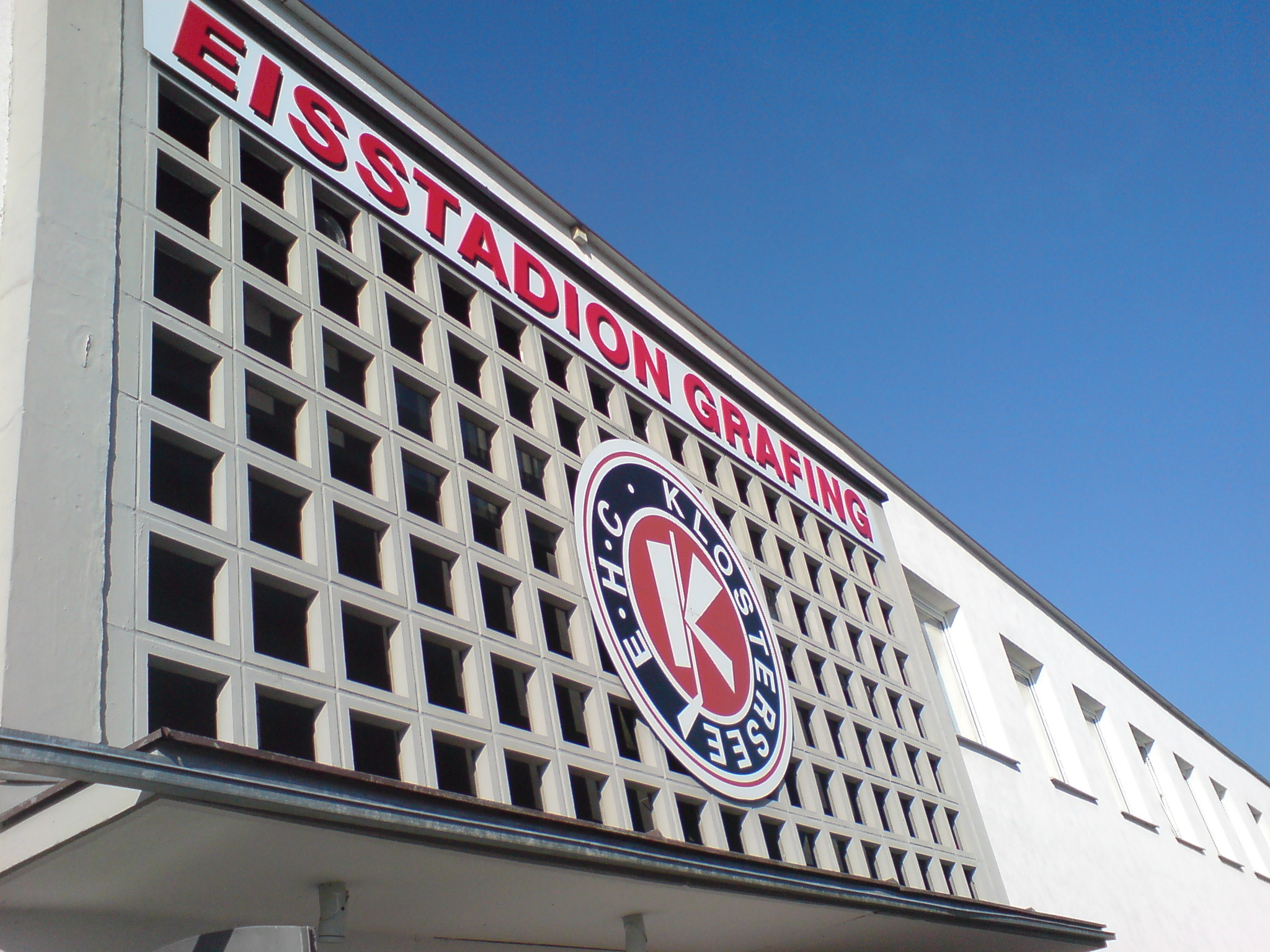
Die Fassade des Eisstadions Grafing

Nachdem vor 1970 auf dem Klostersee, dem Seeschneider Weiher oder in der Stahuber-Kiesgrube Natureisflächen für den Spielbetrieb hergerichtet wurden, konnte 1970 auf einem (durch das Erbbaurecht) dem Verein von der Stadt Grafing zur Verfügung gestellten Grundstück das Kunsteisstadion in Betrieb genommen werden, das die Mannschaften des EHC Klostersee seitdem als Heimspielstätte benutzen. Die Verantwortlichen erhielten bei der Realisierung des Kunsteisstadions kostenlose Baumaterialien, wie etwa Lichtmasten, die beim Bau des Olympiastadions in München nicht benötigt wurden. Das erste Spiel im neuen Stadion bestritt der EHC Klostersee gegen eine Eishockey-Auswahl aus der slowakischen Hauptstadt Bratislava. Das Stadion bietet Platz für insgesamt 1730 Zuschauer, wobei 1555 Stehplätze und 175 Sitzplätze zur Verfügung stehen.
Im Jahr 1983 wurde das Stadion so überdacht, sodass es an einer Seite weiterhin offen – aber bedingt durch die Dachkonstruktion – im Gegensatz zu anderen Stadien niedriger ist. Um die Kosten der Überdachung zu finanzieren, wurden auch die Fans des EHC Klostersee miteinbezogen. So wurden beim Kauf einer Eintrittskarte und einem zuzüglichen Aufschlag von einer DM ein Baustein an den jeweiligen Fan verteilt. Im Laufe der Jahre wurde das Kunsteisstadion nur sporadisch modernisiert. So wurde unter anderem eine neue Soundanlage (Boxen) von der Interessengemeinschaft Klostersee installiert.
2014 wurde mit finanzieller Unterstützung durch Stadt und Landkreis die veraltete Beleuchtungsanlage durch eine LED-Lichtanlage ersetzt, die die Eisfläche heller ausleuchtet und dabei außerdem den Stromverbrauch und damit die laufenden Betriebskosten senkte. Ebenfalls saniert wurden die sanitären Anlagen, welche zudem mit dem Einbau einer Entkalkungsanlage aufgewertet wurden. Im Oktober des gleichen Jahres beschlossen die Stadt Grafing und der Landkreis Ebersberg eine über 15 Jahre währende Bezuschussung des Stadions für die laufenden Betriebskosten in Höhe von jährlich 95.000 €, die von beiden Seiten zur Hälfte getragen werden sollen.
Im Juli 2015 erfolgte auf Grundlage des Stadtratsbeschlusses vom Oktober 2014 der Austausch der Kälteanlage des Stadions. Ein Austausch wurde notwendig, da im Rahmen der Eisbereitung zur Saison 2013/14 ein Defekt an der Kälteanlage auftrat. Dadurch war auch die Vorbereitungsphase zur neuen Oberliga-Saison für den EHC Klostersee beeinträchtigt – sowohl durch wegfallende Einnahmen aus der Eisvermietung, als auch durch anfallende Mietkosten fremder Eisflächen in der Vorbereitungszeit. Die Mittel für die Kosten der neuen Kälteanlage (571.000 €) wurden vom Verein, der Stadt und dem Landkreis, aber auch durch EHC-Mitglieder selbst aufgebracht, welche über ein Zeichnungsprojekt mit Genossenschaftsanteilen der Regenerative Energie Ebersberg eG ihren Beitrag leisten konnten. Die dabei gezeichnete Summe von 100.000 € wurde dabei innerhalb weniger Tage realisiert. Die Betriebskosten der neuen Kälteanlage sollen sich im Vergleich zur alten Kälteanlage bei den Stromkosten halbieren, bei den Wartungskosten dritteln.
Neben den Mannschaften des EHC Klostersee tragen seit 2008/09 die Mannschaft des ESC Planegg/Würmtal und die Mannschaft des ERSC Ottobrunn ihre Spiele der Fraueneishockey-Bundesliga 2008/09 im Eisstadion aus. Im Stadion finden dazu auch die Spiele der hobbymäßig organisierten Wuiden Hockey Liga (WHL) statt, die sich aus Hobbymannschaften aus dem Landkreis Ebersberg und Rosenheim zusammensetzt.